# Åryds Sparbank
Åryds Sparbank var en sparbank som existerade från 1881 till 2007, med verksamhetsområde i Karlshamns och Ronneby kommuner i Blekinge län. Bankrörelsen lydde under sparbankslagen, men uppgick 2007 i det nybildade bankaktiebolaget Sparbanken Eken och Åryds Sparbanksstiftelse bildades för att överta rollen som delägare i den nybildade banken.

## Historik
Banken etablerades 1881 som Åryd sockens sparbank i den dåvarande Åryds socken i Blekinge, och från sekelskiftet var bankkontoret beläget i Åryds tätort, varpå detta flyttades till Märserum 1926. Vid hundraårsjubileet 1981 var inlåningen 25 584 274 kronor på 1 941 konton, och utlåningen var 17 689 664 kronor på 562 konton.
Åryds sparbank var formellt fristående, men genom samarbetsavtal stod man Swedbank nära, vilken till slut ansåg att sparbanken var för liten för att kunna uppfylla de krav man ställde. Huvudmännen för sparbanken ställdes då inför två val, antingen att fortsätta driva banken självständigt men utan att samarbeta med Swedbank, eller att gå samman för att bilda en större bank och på så sätt kunna nå förutsättningar för att fortsätta samarbetet. Man valde då att gå ihop med fem andra mindre sparbanker för att bilda Sparbanken Eken, formellt sett en lokal affärsbank. Detta innebar att Åryds Sparbank avvecklades och bankrörelsen överläts till den nybildade bankaktiebolaget och att Åryds Sparbanksstiftelse etablerades för att överta huvudmännens uppdrag som delägare i den nya banken. De andra sparbanker som också avvecklades och uppgick i det nya bolaget var Almundsryds Sparbank, Göteryds Sparbank, Långasjö Sockens Sparbank, Skatelöv och Västra Torsås Sparbank och Älmeboda Sparbank.
Istället för att avveckla sig själva och att avskaffa verkansformen som sparbank, hade man även kunnat välja att inleda samarbete med någon av de sparbanker som inte samverkar med Swedbank. Sparbanken Syd fick exempelvis samarbetsavtalet uppsagt av Swedbank 2008 och valde då istället att etablera samarbete med Sparbanken Finn.